# Blasius Kurz
Pour les articles homonymes, voir Kurz.
Blasius Kurz, né le 3 février 1894 à Sontheim et mort le 13 décembre 1973 à Waldsassen, est un ecclésiastique allemand, missionnaire franciscain et évêque, qui fit partie des milieux du catholicisme traditionaliste allemand après le concile Vatican II.

## Biographie
Sigebald Kurz entre chez les franciscains en 1914 où il prend le nom de religion de Blaise (Blasius) et reçoit l'ordination sacerdotale le 21 décembre 1919.
De 1923 à 1933, il est envoyé comme missionnaire en Chine et, le 17 juillet 1935, le Saint-Siège le nomme préfet apostolique de Mount Currie (en)en Afrique du Sud, qui est élevé en vicariat apostolique le 11 juillet 1939. 
C'est le pape Pie XII lui-même qui le consacre à Rome le 29 octobre 1939 en tant qu'évêque in partibus de Terenuthis (de).
En 1946, il démissionne et rentre en Allemagne détruite par la guerre.
Le 21 mai 1948, Pie XII le nomme préfet apostolique de Yungchow (it) (Lingling) en Chine, alors que les armées communistes de Mao gagnent de plus en plus de terrain.
La Chine tombe aux mains des communistes en octobre 1949. L'Église catholique en Chine est démantelée en deux ans, les missionnaires expulsés, ses œuvres et propriétés détruites ou confisquées, les chrétiens persécutés.
Kurz s'installe en 1951 aux États-Unis où il s'occupe des exilés chinois. Entre 1962 et 1965, il assiste aux sessions du concile Vatican II.
Il fait partie des évêques qui regrettent l'abandon du latin dans la liturgie et l'effacement au second plan de la réalité sacrificielle de la messe. Dès 1964, il est modérateur du Traditionalist Catholic Movement aux États-Unis, et en soutient le fondateur, Gommar DePauw qui se fait défenseur de la messe en latin. En 1967, Gommar DePauw obtient de Paul VI pour Kurz qu'il puisse conférer le sacrement de l'ordre dans le rite préconciliaire.
En 1969, Kurz rentre en Allemagne. Il devient aumônier de la maison de retraite St. Martin de Waldsassen dans le Haut-Palatinat.
Peu de temps avant de mourir, le 21 septembre 1973, il ordonne prêtre à Egg (Zurich) Günther Storck (de) qui se fera ordonner évêque par Guérard des Lauriers sans l'accord de Rome.
Kurz est inhumé dans la sépulture des franciscains du Südfriedhof de Nuremberg.